# Cherubs (Britse band)
Cherubs is een voormalige band uit Groot-Brittannië en Noorwegen. De band bestond uit vijf leden, namelijk Staale Krantz Bruland, Espen Dahl, Matthew Orchard, Jørgen Raa en Glenn Wange. De groep werd opgericht in 2003 en ging in september 2007 uit elkaar.

## Biografie
Cherubs trad korte tijd op in Groot-Brittannië en daarbuiten met bands als The Libertines, Bloc Party, The Cribs, The Rakes, Razorlight, Maxïmo Park en Art Brut.
Hun debuutsingle Hey Bunny kwam uit in oktober 2004, gevolgd door hun tweede, niet op album verschenen single Club Hoola Hoop's Wall, die verscheen in februari 2005. Hun debuutalbum Uncovered by Heartbeat, geproduceerd door Howard Gray, kwam uit op 18 april 2005 bij Cargo Records.
De band speelde in de zomer van 2005 op het Wireless Festival, T in the Park en het Reading en Leeds Festivals.
In de herfst van 2005 kondigde Glenn Wange aan dat hij de band aan het eind van het jaar wilde verlaten om zijn studie voort te zetten. Hij speelde zijn laatste optreden met de band op 24 november in The Barfly in Londen. In februari 2006 kwam Glenn Fryatt bij de band als nieuwe drummer.
Cherub had een contract bij Cargo Records tot september 2007, toen de band uiteen viel.

## Discografie

### Albums
- Uncovered by Heartbeat (april 2005)

### Singles
- "Hey Bunny" (oktober 2004)
- "Club Hoola Hoop's Walls" (ook bekend als "I Go to Whom I'm Dressed for") (februari 2005)
- "A Man of No Importance" (augustus 2005)
- "Paper Cut Moon" (februari 2006)

### Andere acts
- Jørgen Raa sloot zich later aan bij de Britse band XX Teens.
- Espen Dahl was te horen in opnamen van The Libertines (2005) en sloot zich later aan bij de band Stricken City.
- Glenn Fryatt speelde drums bij de Britse rockband Ten Benson.